# Oopterus
Oopterus is een geslacht van kevers uit de familie van de loopkevers (Carabidae). De wetenschappelijke naam van het geslacht is voor het eerst geldig gepubliceerd in 1841 door Guerin-Meneville.

## Soorten
Het geslacht Oopterus omvat de volgende soorten:
- Oopterus basalis Broun, 1915
- Oopterus clivinoides Guerin-Meneville, 1841
- Oopterus collaris Broun, 1893
- Oopterus frontalis Broun, 1908
- Oopterus fulvipes Broun, 1886
- Oopterus laevicollis Bates, 1871
- Oopterus laevigatus Broun, 1912
- Oopterus laeviventris (Sharp, 1883)
- Oopterus latifossus Broun, 1917
- Oopterus latipennis Broun, 1903
- Oopterus lewisi (Broun, 1912)
- Oopterus marrineri Broun, 1909
- Oopterus minor Broun, 1917
- Oopterus nigritulus Broun, 1908
- Oopterus pallidipes Broun, 1893
- Oopterus parvulus Broun, 1903
- Oopterus patulus (Broun, 1881)
- Oopterus plicaticollis Blanchard, 1843
- Oopterus probus Broun, 1903
- Oopterus puncticeps Broun, 1893
- Oopterus pygmaetus Broun, 1907
- Oopterus sculpturatus Broun, 1908
- Oopterus sobrinus Broun, 1886
- Oopterus strenuus Johns, 1974
- Oopterus suavis Broun, 1917